# Kanton Saint-Martin-d'Hères-Sud
Kanton Saint-Martin-d'Hères-Sud (fr. Canton de Saint-Martin-d'Hères-Sud) je francouzský kanton v departementu Isère v regionu Rhône-Alpes. Skládá se pouze z jižní části města Saint-Martin-d'Hères.